# Herb powiatu kamiennogórskiego
Herb powiatu kamiennogórskiego – jeden z symboli powiatu kamiennogórskiego.

## Wygląd i symbolika
Herb przedstawia na tarczy w polu srebrnym orła dzielonego w słup z tarczą sercową na piersi dzieloną w słup. Od prawej bocznicy tarczy sercowej, w złotym polu orzeł czarny ze srebrną połuksiężycową przepaską poprzez pierś i skrzydła. Od lewej bocznicy tarczy sercowej, w błękitnym polu tarczy sercowej ze srebrnymi liliami w sześciu pasach, tarcza (wewnętrzna) o czerwonej bordiurze, w której polu naprzemiennie błękitne i złote pasy od prawej bocznicy w skos w lewą stronę. Od prawej bocznicy tarczy w polu srebrnym połuorzeł czerwony z sierpową połuksiężycową srebrną przepaską poprzez skrzydło i pierś. Od lewej bocznicy tarczy w polu srebrnym połuorzeł czarny z sierpową połuksiężycową srebrną przepaską poprzez skrzydło i pierś (symbol województwa dolnośląskiego). Herb w pobocznicy lewej to połówka herbu Cystersów, właścicieli Krzeszowa.